# محمد عبد الرحمن الشايع
محمد عبد الرحمن أحمد الشايع رجل أعمال كويتي ومؤسس جمعية الصفا الخيرية الإنسانية ورئيس مجلس إدارتها، كذلك هو مدير عام شركة الشايع هيلث كير.

## سيرته
درس في الكويت جميع مراحله الدراسية، ثم سافر إلى السعودية ليلتحق بجامعة الإمام محمد بن سعود الإسلامية التي لم يكمل دراسته فيها، ليعود إلى الكويت ويلتحق بالمعهد التطبيقي للأغذية وتخرج منه حاملاً شهادة الدبلوم عام 1987، عمل بعدها مفتشاً في بلدية الكويت من عام 1988 وحتى عام 2008، أثناء عمله في بلدية الكويت عمل على تسيير رحلات للحج مع أخيه أحمد وبدأ نشاطه الخيري كذلك عام 2000، تسلم بعد ذلك منصب رئیس مجلس إدارة المروة لخدمات الحج والعمرة من عام 2008 حتى عام 2014.

## نشاطه في العمل الإنساني
بدأ محمد الشايع نشاطه الإنساني عام 2000 من خلال بناء بعض المساجد وحفر بعض الآبار، وفي عام 2006 انتقل نشاطه الإنساني ليتركز في جمهورية قيرغيزستان، وبسبب توسع نشاطه في تلك البلاد أسس جمعية الصفا الخيرية الإنسانية التي وصلت أعمالها إلى 13 بلداً، والتي ركزت على تطوير البنية التحتية في عدد من الدول وتحديداً جمهورية قيرغيزستان.
فكان يشرف بشكل مباشر على الأعمال الإغاثية ويساعد في تقديمها، ويقوم على تنفيذ المشاريع التي تقوم بها جمعية الصفا، إضافة لتركيزه الكبير على كفالة الأيتام وبناء دور جديدة لهم أو تطويرها حتى لقّب ب (أبو الأيتام) مع كفالة أكثر من 8000 يتيم في قيرغيزستان، وبناء المراكز الصحية والمستشفيات أيضاً حيث كانت الجمعيةً سبباً في بناء أول مستشفى للكشف عن أمراض السرطان للأطفال تحت مسمى مستشفى الكويت لسرطان الأطفال في قيرغيزستان، والذي كشف مئات الحالات منذ إنشائه. وبناء عدد كبير من قرى الأرامل وأبنائهم.

## الجوائز التي حصل عليها
تمّ تكريم محمد الشايع في العديد من المناسبات للأنشطة الإنسانية التي يقوم بها من خلال جمعية الصفا الإنسانية:
1. الحصول على وسام داناكر في 26 ديسمبر 2023م من قبل رئيس جمهورية قيرغيزستان صادير جباروف.[6]
2. خطاب شكر من قبل ولي العهد الشيخ مشعل الأحمد الجابر الصباح في 21 مايو 2023م.
3. ثناء من قبل ولي عهد أمير الكويت الراحل صباح الأحمد الجابر الصباح في 14 مارس 2019م.